# Julia Peguero Sanz
Julia Peguero Sanz de Trallero (* 1880 in Saragossa; † 4. Dezember 1978 in Madrid) war eine spanische Lehrerin, Malerin und Frauenrechtlerin. Sie wurde 1922 zweite Sekretärin der Philosophiesektion des Ateneo de Madrid und stimmte 1930 als einzige gegen die Ernennung von Miguel de Unamuno zum Ehrenmitglied der genannten Institution. 1918 war sie Mitbegründerin der Asociación Nacional de Mujeres Españolas (ANME), deren Generalsekretärin und Präsidentin sie 1932 wurde. Außerdem war sie Direktorin bei der Zeitschrift Mundo Femenino.

## Leben
1899 wird Peguero als Lehrerin im Aufbaustudium in den Fächern „Allgemeine Grammatik, Spanische Philologie und Literatur“ und „Arithmetik, Geometrie und Algebra“ an der Ecuelas Normales de Maestras geführt. In der am 1. Januar 1912 veröffentlichten Liste des allgemeinen Lehrpersonals für die Primarstufe wurde sie als Lehrerin der höheren Klasse aufgeführt und arbeitete in Madrid.
Am 15. Oktober 1913 gründete sie zusammen mit Benita Asas und Pilar Fernández Selfa die Zeitung El Pensamiento Femenino, die bis 1916 erschien.
Es scheint, dass sie Anfang 1915 der Einrichtung El Desayuno Escolar beitrat, deren Anliegen es war, „bedürftigen Kindern bei ihrem Eintritt in die Schule etwas zu essen zu geben“. Im Jahr 1917 war Julia Peguero bereits Sekretärin von El Desayuno Escolar.
Als Künstlerin war sie vor allem auf Landschaftsmalerei spezialisiert und trat 1917 der Asociación de Pintores y Escultores bei, in der sie an verschiedenen Kunstwettbewerben und Ausschreibungen teilnahm.
Am 20. Oktober 1918 wurde im Haus von María Espinosa de los Monteros die Asociación Nacional de Mujeres Españolas (ANME) gegründet, deren Mitbegründerin Peguero war. Als prominente Aktivistin im Ateneo de Madrid wurde sie im Juni 1919 in die Sektion Musik gewählt. 1920 wurde Peguero, die zu diesem Zeitpunkt geheiratet und den Nachnamen ihres Mannes zu ihrem eigenen hinzugefügt hatte, als Sekretärin Mitglied des Vorstands der Nationalen Vereinigung spanischer Frauen, zusammen mit María Espinosa de los Monteros unter anderem Isabel Oyarzábal und María Martos.
Am 25. März 1921 erhielt die ANME eine eigene Zeitschrift: Mundo Femenino, das bis 1936 erschien und ab 1932 von Julia Peguero geleitet wurde, der vierten und letzten Präsidentin der  ANME.
Peguero war Mitglied des Lyceum Club Femenino, einer weiteren, 1926 in Madrid gegründeten Frauenvereinigung.
Peguero ist auch dafür bekannt, dass sie das einzige Mitglied des Athenaeum war, das bei der Generalversammlung am 28. März 1930 gegen die Ernennung von Miguel de Unamuno zum Ehrenmitglied der Institution stimmte, da sie der Ansicht war, dass diese Ernennung eher politischer Natur war als eine wirkliche Anerkennung des Wertes von Unamuno.
Am 7. Juli 1930 starb Ceferino Trallero Mateo, der Ehemann von Julia Peguero Sanz, in Madrid.
1934 gründete sie eine unabhängige Frauenpartei namens Acción Política Femenina Independiente, die sich 1936 der Frente Popular anschließen wollte, was ihr jedoch nicht gelang.